# Muslu Nalbantoğlu
Muslu Nalbantoğlu est un footballeur néerlando-turc, né le 24 novembre 1983 à Amersfoort aux Pays-Bas. Il évolue comme arrière droit.

## Palmarès
De Graafschap
- Eerste divisie (D2)
  - Champion (1) : 2010